# José Piñera Echenique
José Manuel Alberto Piñera Echenique (Santiago, 6 de octubre de 1948) es un economista y político chileno, conocido por su rol en la generación e implementación de reformas neoliberales durante la dictadura militar de Augusto Pinochet, periodo durante el cual ejerció como ministro de Estado en las carteras de Trabajo y Previsión Social y Minería, siendo en esta última el principal autor del Código de Minería. A su vez, fue el creador del sistema privado de pensiones (AFP) basado en la capitalización individual y del «plan laboral». Durante la transición a la democracia, fue concejal electo por la comuna de Conchalí en las elecciones municipales de 1992, y candidato presidencial en la elección de 1993.
José Piñera es miembro de la familia Piñera y hermano del fallecido expresidente de Chile Sebastián Piñera. Ha promovido la privatización de los sistemas de pensiones estatales. Desde 1995 es académico del Instituto Cato y director de la revista Economía y Sociedad.

## Familia y estudios
José Piñera es hijo de José Piñera Carvallo, exembajador de Chile ante las Naciones Unidas durante el gobierno del Presidente Eduardo Frei Montalva (1964-1970) y de Magdalena Echenique. Su tío, fue el arzobispo Bernardino Piñera, siendo dos veces elegido Presidente de la Conferencia Episcopal de Chile.
Tiene tres hermanos menores: Sebastián Piñera (1949-2024), expresidente de Chile; Pablo Piñera, exgerente general del Banco del Estado; y Miguel Piñera (1954-2025), músico y empresario. También tiene dos hermanas: Guadalupe (1945-2017); y Magdalena, historiadora e internacionalista. Es de origen asturiano por parte paterna y vasco por parte materna. Estudió en el Colegio del Verbo Divino. 
En 1970, Piñera se graduó como economista de la Universidad Católica de Chile, en ese momento fuertemente asociada al Departamento de Economía de la Universidad de Chicago. Ese mismo año inició estudios de postgrado en Economía en la Universidad Harvard, diferencia de muchos de sus compañeros de generación que preferían continuar sus estudios en la Universidad de Chicago. En 1972 recibió su grado de Máster en Economía y en 1974 su grado de Doctor (PhD) en Economía. Fue Teaching Fellow en la Universidad de Harvard y profesor Asistente en la Universidad de Boston y obtuvo un Doctorado Honorífico (doctor honoris causa), en ciencias sociales por la Universidad Francisco Marroquin.

### Matrimonio e hijos
Se casó con Claudia María Francisca Aninat Ureta (hermana de Eduardo Aninat), con quien tuvo dos hijos: José y Cristián Piñera Aninat. Divorciado, se casó en segundas nupcias con María Elena Eguiguren.

## Regreso a Chile y labor como ministro de Estado
Regresó a Chile en diciembre de 1974,[cita requerida] donde comenzó a ejercer como profesor de Economía en la Universidad Católica de Chile.

### Reformas de políticas públicas
José Piñera fue nombrado ministro del Trabajo y Previsión Social (1978-1980) y posteriormente ministro de Minería (1980-1981). Como ministro fue responsable de tres reformas estructurales en Chile, actualmente vigentes: la creación del sistema de pensiones de capitalización individual, que llevaron a la creación de las administradoras de fondos de pensiones (AFP), sistema de capitalización individual basado en cuentas de ahorro personales administradas por empresas privadas; el Plan Laboral, que rediseñó el sistema de relaciones laborales basado en la libertad de elección y la negociación colectiva por empresa, y la Ley Orgánica Constitucional sobre Concesiones Mineras, que regula el derecho de propiedad minera.
El 4 de noviembre de 1980, Piñera introdujo la Reforma de las Pensiones (D.L 3500 y D.L 3501) que creó el sistema de las administradoras de fondos de pensiones (AFP). Los trabajadores que iniciaban su vida laboral, quedaron automáticamente adscritos a este sistema privado de pensiones, mientras que los trabajadores que ya habían cotizado en el antiguo sistema, podían optar entre cambiarse al nuevo sistema o mantenerse en el Instituto de Normalización Previsional (INP), que fue el organismo estatal creado en 1980 para continuar pagando las prestaciones del sistema antiguo.
La Reforma de las Pensiones también introdujo dos cambios clave al sistema de salud. Por una parte, privatizó completamente el sistema de seguro por incapacidad laboral, el cual se convirtió en parte integral del sistema de AFP, y por otra, permitió a los trabajadores abandonar el sistema gubernamental de seguro de salud, conocido como Fondo Nacional de Salud (FONASA) y destinar a cambio el 7 % de sus remuneraciones a comprar un seguro de salud básico en una de varias entidades privadas específicas, conocidas como Instituciones de Salud Previsional (ISAPREs).

## Transición a la democracia
Durante abril de 1981, en una reunión del gabinete de ministros, José Piñera enfrentó al general Augusto Pinochet para evitar que el importante líder sindical Manuel Bustos fuera exiliado. Como consecuencia, la orden de exilio fue revocada. El 2 de diciembre del mismo año, el día después de la aprobación de la Ley Minera, Piñera renunció al gabinete para retomar la edición de una revista «dedicada a luchar por la transición a un sistema democrático y a consolidar una economía de libre mercado». En aquellos años, todavía bajo la dictadura militar, Piñera escribió setenta artículos en defensa de los derechos humanos y abogando por el retorno pacífico a la democracia.[cita requerida]
En 1990, iniciado el período de transición a la democracia, Piñera fundó el Proyecto Chile 2010. En 1992, postuló y fue elegido concejal de una de las comunas más pobres de Santiago: Conchalí. En 1993, efectuó una campaña como candidato independiente a presidente de Chile, donde obtuvo el 6,18 % de los votos.

### Privatización de las pensiones
En 1994, Piñera fundó The International Center for Pension Reform para promover el modelo chileno en todo el mundo. En 1995, se convirtió en copresidente del Proyecto del Cato Institute de Estados Unidos para promover la libre elección en el sistema de seguridad social de ese país. Desde entonces, se estima que ha visitado alrededor de 80 países, 28 de los cuales han implantado Cuentas Personales de Jubilación siguiendo las directrices del "modelo Piñera". Por la imposibilidad de financiar completamente la transición hacia un sistema privado, varios de esos países[¿cuál?][¿cuántos?] han combinado el sistema de Cuentas Personales con el antiguo sistema estatal que paga a los jubilados beneficios predeterminados con los ingresos de los actuales trabajadores (sistema pay-as-you-go).
En junio de 2007, la prensa de Sudáfrica publicó un artículo titulado "Applying passion to break poverty" en el que informaba de las conferencias de Piñera en Cape Town, Johannesburgo y Durban.
Tanto la privatización de los fondos de pensiones como la de los servicios de salud impuestas por Piñera fueron celebradas en 1997 por el economista conservador Paul Craig Roberts, considerado uno de los fundadores de la reaganomía. En 2008, Richard Rahn, Presidente del Institute for Global Economic Growth, escribió para The Washington Times que, para él, José Piñera era la «persona que ha permitido que más gente obtenga riqueza y seguridad que cualquier otra persona en el mundo».
A mediados de 2016, Piñera viajó a Chile para enfrentar las crecientes y masivas manifestaciones sociales en contra del modelo de las AFP. A su llegada le realizaron dos entrevistas televisadas en canales nacionales, una de las cuales generó fuertes controversias. Su alta exposición mediática y propuestas para actualizar el sistema actual aumentaron las presiones de la presidenta Michelle Bachelet por priorizar este tema dentro de su programa de Gobierno. Sebastián Piñera, por su parte, quien desde hace unos meses había vuelto a aparecer en los medios, en vías de una nueva campaña presidencial, decidió desmarcarse de las opiniones de su hermano José.
Actualmente, José Piñera se desempeña como director de la revista Economía y Sociedad, en la cual se defiende el modelo de las AFP.

## Obras
Piñera ha escrito ocho libros y numerosos ensayos y artículos. Entre sus textos publicados están:[cita requerida]
- 1992: La revolución laboral en Chile
- 1993: Camino nuevo
- 1995: El cascabel al gato: La batalla por la reforma previsional
- 1995: Sin miedo al futuro
- 1996: Una propuesta de reforma del sistema de pensiones en España (con Alejandro Weinstein)
- 1996: Bez
- 1997: Chile 2010: Libertad, libertad mis amigos
- 2000: Clopotelul pisicii
- 2002: Fundamentos de la Ley Constitucional Minera
- 2005: Una casa dividida: Cómo la violencia política destruyó la democracia en Chile
- 2005: Pensioni, una riforma per sopravvivere: Prospettive europee per il modello a capitalizzazione
- 2007: Der Weg zum mündigen Bürger
- 2008: Le taureau par les cornes

## Distinciones
- 1996: Premio Ingeniero Comercial UC del año, de la Pontificia Universidad Católica de Chile.[20]
- 1999: John S. Bickley Gold Medal[cita requerida]
- 2000: «Hall of Fame», Insurance Hall of Fame[21]
- 2003: «Champion of Liberty», Goldwater Institute (think tank liberal)[cita requerida]
- 2007: «Best Contribution to Free Market Thinking», Stockholm Institute, London,[22]
- 2009: Premio Adam Smith, Association of Private Enterprise Education, Atlanta[23]
- 2016: Premio Sociedad Civil, Think Tank Civismo[24]

## Historial electoral

### Elecciones municipales de 1992
- Elecciones municipales de Chile de 1992, para la alcaldía de Conchalí [25]

(Se consideran sólo los 3 candidatos más votados, de un total de 32 candidatos)
| Candidato                  | Pacto                          | Partido | Votos  | %     | Resultado |
| -------------------------- | ------------------------------ | ------- | ------ | ----- | --------- |
| José Piñera Echenique      | Participación y Progreso       | UDI     | 16 175 | 19,91 | Concejal  |
| Carlos Sottolichio Urquiza | Concertación por la Democracia | PPD     | 12 367 | 15,23 | Alcalde   |
| Julio Soto Peña            | Concertación por la Democracia | PDC     | 11 341 | 13,96 | Concejal  |

### Elecciones presidenciales de 1993
| #  | Retrato | Candidato               | Pacto                                      | Partido | Votos (1ª) | %     | Resultado  |
| -- | ------- | ----------------------- | ------------------------------------------ | ------- | ---------- | ----- | ---------- |
| 1. |         | Manfred Max Neef        | Independiente                              | ECO     | 387 102    | 5,55  |            |
| 2. |         | Eugenio Pizarro Poblete | Alternativa Democrática de Izquierda       | Ind. PC | 327 402    | 4,7   |            |
| 3. |         | Eduardo Frei Ruiz-Tagle | Concertación de Partidos por la Democracia | PDC     | 4 040 497  | 57,98 | Presidente |
| 4. |         | Cristián Reitze Campos  | La Nueva Izquierda                         | AHV     | 81 675     | 1,17  |            |
| 5. |         | Arturo Alessandri Besa  | Unión por el Progreso de Chile             | Ind.    | 1 701 324  | 24,41 |            |
| 6. |         | José Piñera Echenique   | Independiente                              | Ind.    | 430 950    | 6,18  |            |